# Манастир Петина
Манастир Велика Петина је новоосновани манастир посвећен Светој веломученици Недељи који се налази у саставу Епархије крушевачке, у селу Петина у Крушевцу.

## Историја
Манастир Петина је невоосновани манастир. По благослову владике крушевачког Давида манастир Петина је подигнут у селу Петина, по коме и носи назив.